# Peklenica
Peklenica – wieś w Chorwacji, w żupanii medzimurskiej, w mieście Mursko Središće. W 2011 roku liczyła 1217 mieszkańców.